# Powiat frysztacki (Czechosłowacja)
Powiat frysztacki (czes. Okres Fryštát) – dawny czechosłowacki powiat ze stolicą we Frysztacie, z którego w 1960 roku utworzono powiat Karwina.
31 października 1938 roku powiat frysztacki wraz z Zaolziem wszedł w skład Polski (woj. śląskiego) a 1 lutego 1939 roku do powiatu przyłączono część powiatu frydeckiego. Podczas II wojny światowej powiat stał się częścią III Rzeszy.
Po wojnie powiat frysztacki przypadł Czechosłowacji. Jednakże, Dz.U. z 1945 r. nr 33, poz. 196 (s. 263), wydany 21 sierpnia 1945 roku sugeruje że niesprecyzowana część powiatu frysztackiego miała się znaleźć w granicach Polski.
W 1949 z powiatu frysztackiego wyłączono miasto Bogumin włączając je do nowo utworzonego powiatu Ostrawa-okolice.
Wykaz gmin miejskich i wiejskich powiatu frysztackiego:
- Bogumin,
- Bogumin Nowy,
- Darków,
- Dąbrowa,
- Dziećmorowice.
- Frysztat,
- Karwina,
- Lutynia Niemiecka,
- Lutynia Polska,
- Łazy,
- Łąki,
- Marklowice Dolne,
- Olbrachcice,
- Orłowa,
- Piersna,
- Pietwałd,
- Piotrowice,
- Poręba,
- Pudłów,
- Raj,
- Rychwałd,
- Skrzeczoń,
- Stare Miasto,
- Stonawa,
- Sucha Dolna,
- Sucha Górna,
- Sucha Średnia,
- Wierzbica,
- Wierzniowice,
- Zabłocie,
- Zawada.